# Nürnberg Rock Festival ’77
Das Nürnberg Rock Festival ’77, auch bekannt als Nürnberg Open Air, war ein Rockfestival, das am 3. September 1977 auf dem Zeppelinfeld in Nürnberg stattfand. Organisiert wurde das Festival von Fritz Rau und Michael Scheller. Es traten sechs Bands auf: Santana, Chicago, Udo Lindenberg & das Panik Orchester, Lake, Rory Gallagher mit seiner Band und Thin Lizzy. Aus Kostengründen wurde das Programm am darauffolgenden Sonntag, dem 4. September, im Karlsruher Wildparkstadion wiederholt.
Aufgrund des großen Erfolgs gab es zwei Nachfolgefestivals auf dem Nürnberger Zeppelinfeld:
- Am 1. Juli 1978 mit Bob Dylan, Eric Clapton, Champion Jack Dupree, Sonny Terry und Brownie McGhee[2][4][5] sowie
- Am 1. September 1979 mit The Who, AC/DC, Scorpions, Cheap Trick und Miriam Makeba.[2][6][7]

1977 kostete eine Karte im Vorverkauf 25 DM, in den beiden nächsten Jahren dann 30 DM.